# Eriolaena hookeriana
Eriolaena hookeriana là một loài thực vật có hoa trong họ Cẩm quỳ. Loài này được Wight & Arn. mô tả khoa học đầu tiên năm 1834.